# Peter Leo Gerety
Peter Leo Gerety (Shelton, 19 luglio 1912 – Totowa, 20 settembre 2016) è stato un arcivescovo cattolico statunitense.

## Biografia
Peter Leo Gerety nacque a Shelton il 19 luglio 1912 ed era il primogenito di nove figli di Peter Leo e Charlotte Ursula (nata Daly). I suoi genitori erano nativi del New Jersey. La famiglia di suo padre viveva nel quartiere Greenville di Jersey City dove erano parrocchiani della chiesa di San Paolo.

### Formazione e ministero sacerdotale
I Gerety si trasferirono a Shelton poco dopo il loro matrimonio e Leo frequentò le scuole pubbliche locali, la Commodore Isaac Hull School e la Ferry Street School. In quella zona infatti non vi erano scuole cattoliche. Proseguì gli studi alla Shelton High School dove venne premiato diverse volte e fu capitano della squadra di calcio. Nel 1929 si diplomò alla Shelton High School e in seguito lavorò presso il Dipartimento dell'Agricoltura degli Stati Uniti d'America e il Dipartimento dei Trasporti del New Jersey per tre anni.
Oltre ai genitori, monsignor Gerety fece risalire la sua vocazione al sacerdozio al parroco della sua parrocchia di San Giuseppe a Shelton, padre Andrew Plunkett. In seguito lo ricorderà come un "grande uomo di Chiesa e un personaggio forte". Nel 1932 iniziò gli studi per il sacerdozio al seminario "San Tommaso" di Bloomfield. Nel 1934 venne inviato a proseguire gli studi al seminario "San Sulpizio" di Issy-les-Moulineaux.
Il 29 giugno 1939 fu ordinato presbitero per la diocesi di Hartford nella cattedrale di Notre-Dame a Parigi dal cardinale Jean Verdier. Dopo il suo ritorno in Connecticut, venne nominato curato della chiesa di San Giovanni Evangelista a New Haven. Prestò servizio anche come cappellano al Grace-New Haven Hospital. Nel 1942 venne nominato curato della chiesa di San Brendan e direttore del Centro Beato Martin de Porres, entrambi a New Haven. Il centro era un'organizzazione sociale e religiosa interrazziale che operava nella comunità cattolica afroamericana. Nel 1956 il centro divenne la parrocchia di San Martino de Porres e padre Gerety divenne il suo primo parroco. Fu un sostenitore del Movimento per i diritti civili degli afroamericani e sostenne i programmi per eliminare la povertà. Nel 1963 fu scelto come coordinatore e direttore della Conferenza dei sacerdoti diocesani sulla giustizia interrazziale. Fondò la sezione di New Haven della Urban League e fu membro del Connecticut State Committee on Race and Religion e della National Catholic Conference on Interracial Justice. Nel 1963 papa Paolo VI lo nominò prelato d'onore di Sua Santità.

### Ministero episcopale
Il 4 marzo 1966 papa Paolo VI lo nominò vescovo coadiutore di Portland e titolare di Crepedula. Ricevette l'ordinazione episcopale il 1º giugno successivo nella cattedrale di San Giuseppe a Hartford dall'arcivescovo metropolita di Hartford Henry Joseph O'Brien, coconsacranti il vescovo di Portland Daniel Joseph Feeney e il vescovo ausiliare di Hartford John Francis Hackett. Il 18 febbraio 1967, a causa delle precarie condizioni di salute di monsignor Daniel Joseph Feeney, divenne amministratore apostolico sede plena, assumendo quindi la responsabilità delle attività quotidiane della diocesi.
Il 15 settembre 1969, alla morte di monsignor Feeney, Gerety gli succedette e divenne l'ottavo vescovo di Portland. Durante il suo ministero a Portland attuò le riforme liturgiche del Concilio Vaticano II modernizzando la cattedrale dell'Immacolata Concezione attraverso la sistemazione dell'altare maggiore e della cattedra e la rimozione del pulpito e del parapetto della comunione. Realizzò anche alloggi per anziani e ampliò l'ufficio diocesano delle relazioni umane.
Nel 1969 guidò una campagna contro il disegno di legge statale che prevedeva la legalizzazione dell'aborto in tutte le circostanze. Quello stesso anno invitò i rivenditori di generi alimentari del Maine a smettere di vendere uva californiana a sostegno della disputa dei contadini con i coltivatori. Nel 1973 fu uno dei quattordici vescovi del New England a firmare una dichiarazione in cui si approvava il boicottaggio della lattuga cresciuta in California in una disputa simile. Difese i diritti degli obiettori di coscienza durante la guerra del Vietnam e si rivolse alla delegazione del Congresso del Maine per modificare la legge sul servizio selettivo.
Il 2 aprile 1974 papa Paolo VI lo nominò arcivescovo metropolita di Newark. Prese possesso dell'arcidiocesi il 28 giugno successivo. Fu il primo arcivescovo di Newark a vivere effettivamente nella città di Newark. I suoi predecessori risiedevano infatti nel quartiere Llewellyn Park di West Orange.
Nei suoi dodici anni di episcopato a Newark monsignor Gerety continuò a costruire e a rafforzare il raggio d'azione verso le comunità cattoliche latino-americane e nere nel nord del New Jersey. Cercò di rafforzare la formazione della fede degli adulti nelle parrocchie e per questo, nel 1978, istituì RENEW International, un'organizzazione riconosciuta a livello internazionale che ha come obiettivo il rinnovamento spirituale basato sulla parrocchia per ispirare gli uomini e le donne cattolici ad agire sulla loro fede attraverso opere di carità e giustizia. Essa ha sede a Plainfield e opera negli Stati Uniti, in Canada, in America Latina e in Sudafrica. Creò anche l'ufficio per il rinnovamento pastorale e avviò un programma per i cattolici divorziati. Supportò i movimenti carismatici e quelli ecumenici.
Monsignor Gerety sviluppò e implementò una riconfigurazione fisica dell'arcidiocesi per facilitare il miglioramento delle comunicazioni e delle operazioni. Affrontò anche la questione del deterioramento del quadro finanziario dell'arcidiocesi attraverso la cooperazione con un gruppo di importanti dirigenti d'impresa. Insieme, l'arcivescovo e il suo gruppo, furono in grado di ripristinare la redditività finanziaria ed eliminare milioni di dollari di debiti. Sotto la sua amministrazione, l'arcidiocesi di Newark istituì anche un formale programma di appello basato sulle parrocchie per fornire un sostegno annuale a lungo termine alle parrocchie stesse, ai servizi sociali e agli istituti scolastici dell'arcidiocesi. Quell'appello continua ancora oggi e raccoglie ogni anno ingenti somme di denaro dai parrocchiani impiegati per sostenere iniziative di carità, l'educazione, la pastorale della gioventù, l'educazione dei seminaristi, la pastorale universitaria, il pensionamento dei preti e altri programmi.
Nel 1976 inviò una lettera alla Convention nazionale democratica per protestare contro la posizione del partito sull'aborto che descriveva come "l'orrore sanguinoso dell'ignominiosa eliminazione di centinaia di migliaia di piccoli innocenti di Dio, la nostra stessa carne e sangue". Quello stesso anno testimoniò dinanzi alla commissione per gli affari esteri del Senato sulla "Politica estera degli Stati Uniti: una critica dalla tradizione cattolica" e nel 1977 rappresentò la Conferenza statunitense dei vescovi cattolici davanti alla Commissione per i mezzi di comunicazione interni per offrire la sua opinione sulla proposta "Better Jobs and Income" del presidente Jimmy Carter.
Monsignor Gerety prestò servizio anche in numerosi comitati della Conferenza statunitense dei vescovi cattolici ed era particolarmente noto per il suo lavoro con il comitato di invito all'azione, formato all'epoca del bicentenario americano del 1976 per affrontare e discutere i bisogni della fede nel paese in quel momento.
Il 3 giugno 1986 papa Giovanni Paolo II accettò la sua rinuncia al governo pastorale dell'arcidiocesi. A quel tempo dichiarò: "È noto che un vescovo deve dimettersi all'età di 75 anni. Avrò 74 anni il mese prossimo e nella mia lettera di dimissioni dissi al Santo Padre che, per il bene della Chiesa di Dio e per la mia pace mentale, credo che sia tempo che un uomo più giovane prendi in mano le redini qui a Newark. Ho fatto del mio meglio e sono molto felice ora di farmi da parte". Gli succedette monsignor Theodore Edgar McCarrick. Dopo il suo ritiro continuò a rimanere attivo nella vita sacramentale della Chiesa di Newark officiando battesimi, cresime e altri eventi che i suoi due successori, Theodore Edgar McCarrick e John Joseph Myers, gli affidavano. Nel 1986 in collaborazione con il seminario "Immacolata Concezione", la Seton Hall University, monsignor Gerety istituì l'"Archbishop Gerety Fund for Ecclesiastical History".  Questo fondo mira a far progredire gli studi di storia ecclesiastica, in particolare la storia della Chiesa cattolica romana negli Stati Uniti. Tra le sue varie attività, il Fondo sponsorizza due conferenze all'anno, all'inizio del periodo autunnale e del periodo primaverile. Promuove inoltre premi annuali per l'eccellenza nello studio della storia della Chiesa per gli studenti della Scuola di Teologia dell'Immacolata Concezione, nonché premi per monografie sulla storia del cattolicesimo negli Stati Uniti, con particolare attenzione alla storia del cattolicesimo nel New Jersey.
Il 1º gennaio 2015, alla morte di monsignor Géry-Jacques-Charles Leuliet, divenne il vescovo cattolico vivente più anziano.
Morì presso la casa per anziani "San Giuseppe" delle Piccole sorelle dei poveri di Totowa alle 20.20 del 20 settembre 2016 all'età di 104 anni. Le esequie si tennero il 26 settembre alle ore 15 nella basilica cattedrale del Sacro Cuore di Gesù a Newark e furono presiedute da monsignor John Joseph Myers. Al termine del rito fu sepolto nella cripta dello stesso edificio.

## Genealogia episcopale e successione apostolica
La genealogia episcopale è:
- Cardinale Scipione Rebiba
- Cardinale Giulio Antonio Santori
- Cardinale Girolamo Bernerio, O.P.
- Arcivescovo Galeazzo Sanvitale
- Cardinale Ludovico Ludovisi
- Cardinale Luigi Caetani
- Cardinale Ulderico Carpegna
- Cardinale Paluzzo Paluzzi Altieri degli Albertoni
- Papa Benedetto XIII
- Papa Benedetto XIV
- Papa Clemente XIII
- Cardinale Marcantonio Colonna
- Cardinale Giacinto Sigismondo Gerdil, B.
- Cardinale Giulio Maria della Somaglia
- Cardinale Carlo Odescalchi, S.I.
- Cardinale Costantino Patrizi Naro
- Cardinale Lucido Maria Parocchi
- Papa Pio X
- Cardinale Gaetano De Lai
- Cardinale Raffaele Carlo Rossi, O.C.D.
- Cardinale Amleto Giovanni Cicognani
- Arcivescovo Henry Joseph O'Brien
- Arcivescovo Peter Leo Gerety

La successione apostolica è:
- Vescovo Edward Cornelius O'Leary (1971)
- Vescovo Joseph Abel Francis, S.V.D. (1976)
- Vescovo Robert Francis Garner (1976)
- Vescovo Dominic Anthony Marconi (1976)
- Vescovo Frank Joseph Rodimer (1978)
- Vescovo David Arias Pérez, O.A.R. (1983)